# Eckhard Oberklammer
Eckhard Oberklammer (* 23. Februar 1945 in Mauthausen) ist ehemaliger österreichischer Bankmanager und Person des österreichischen gewerblichen Genossenschaftswesens.
Er war von 1970 bis 2005 Genossenschafts-Vorstand und Geschäftsleiter der Sparda-Bank Linz und von 1992 bis 2005 Mitglied des Verbandsrates im Österreichischen Genossenschaftsverband. Parteipolitisch ist er in der SPÖ aktiv. Sein ehrenamtliches Engagement gilt regionalen kulturellen Vereinen.

## Leben und Ausbildung
Oberklammer ist verheiratet mit Astrid, geb. Neumüller und hat eine Tochter. Er legte die Matura 1963 an der Handelsakademie Linz ab und war von 1964 bis 1970 in verschiedenen Positionen in der Bank für Arbeit und Wirtschaft in Linz tätig. Parallel zu seiner beruflichen Tätigkeit absolvierte er 1976 bis 1980 das Studium der Betriebswirtschaftslehre an der Johannes Kepler Universität Linz, veröffentlichte 1982 zwei HAK-Lehrbücher zum Thema „Organisation und Datenverarbeitung“ gemeinsam mit Franz Strehl u. a. und absolvierte von 1982 bis 1984 sein Doktoratsstudium. 1984 war er Gründungsmitglied von 1987 bis 1996 war er Kassier, dann Stellvertreter der Obfrau im Kulturkreis Mauthausen, 2018–2020 Obmann. 1989 und 1990 lehrte er an der Universität Linz Allgemeine Betriebswirtschaftslehre. 2002 wurde er zum Kommerzialrat ernannt. 2002–2015 war er auch ehrenamtlicher Richter beim Arbeitsgericht in Linz.

## Politische Funktionen
Er war von 1979 bis 1988 SPÖ-Gemeinderat in Mauthausen. 1993 bis heute stellv. Vorsitzender der Landespartei-Kontrolle der SPOÖ. Von 1996 bis 2001 hielt er ohne Honorar rund 250 Vorträge zum Euro. 2005 wurde er Landeskontrollvorsitzender des Pensionistenverbandes, Landesorganisation Oberösterreich, 2008 bis heute Vorsitzender der Bundeskontrolle im PVÖ.

## Berufliche Tätigkeit
Nach seinem 1970 erfolgten Einstieg als Geschäftsführer der Sparda-Bank Linz mit damals vier Mitarbeitern und € 2 Mio. Bilanzsumme begann eine Expansion zu einer genossenschaftlichen Bank mit vierzehn Geschäftsstellen mit knapp einhundert Mitarbeitern und einer Bilanzsumme von € 264 Mio. 1981 legte er die Bankleiterprüfung ab und war von 1982 bis 2005 einer der beiden Geschäftsleiter der Bank. Von 1992 bis 2005 war er Vertreter der Sparda- und sonstigen Spezialbanken im Verbandsrat des Österreichischen Genossenschaftsverbandes.

## Sonstige Funktionen
Oberklammer war Mitglied der Spartenleitung Geld und Versicherung der Wirtschaftskammer Oberösterreich.

## Auszeichnungen
- 2002 wurde ihm von Bundeskanzler Wolfgang Schüssel der Berufstitel Kommerzialrat verliehen
- Goldenes Verdienstzeichen des Landes Oberösterreich (2005)
- Schulze-Delitzsch-Medaille in Gold am Bande (2005)